# Грёбен, Эразм Людвиг Фридрих фон дер
Эразм Людвиг Фридрих фон дер Грёбен (нем. Erasmus Ludwig Friedrich von der Groeben; 7 января 1744, Löwenbruch, Бранденбург — 5 сентября 1799, Санкт-Петербург) — посол Пруссии в России (1797–1799).

## Биография
Родился в 1744 году в Пруссии поблизости от Людвигсфельде в дворянской семье Эрнста Людвига фон дер Грёбена (1703–1773) и Марии-Елизаветы фон Редерн (1718–1780), племянницы гофмаршала двора Софии Доротеи Ганноверской, матери короля Пруссии Фридриха Великого.
В 1758 году поступил на военную службу. В чине корнета пехотного полка принимал активное участие в сражениях Семилетней войны (при Цорндорфе, при Кунерсдорфе, при Торгау). После окончания боевых действий продолжил службу в армии, однако только в 1781 году стал капитаном и ротным командиром, а в 1797 году, прослужив почти тридцать лет, достиг должности полкового командира.
В том же 1797 году фон дер Грёбен был повышен до генерал-майора и отправлен послом в Россию ко двору Павла I. Гребён пробыл на этой должности недолго, потому что уже в 1799 году скончался в Санкт-Петербурге.